# 励行
| ウィキペディアには「励行」という見出しの百科事典記事はありません（タイトルに「励行」を含むページの一覧/「励行」で始まるページの一覧）。 代わりにウィクショナリーのページ「励行」が役に立つかもしれません。 |